# Yamada Naoyuki
Naoyuki Yamada (山田 尚幸 Yamada Naoyuki, sinh ngày 26 tháng 12 năm 1987 ở Osaka) là một cầu thủ bóng đá người Nhật Bản. Anh thi đấu cho Blaublitz Akita.

## Sự nghiệp thi đấu
Naoyuki Yamada gia nhập MIO Biwako Shiga năm 2010. Năm 2013, anh chuyển đến Blaublitz Akita.

## Thống kê câu lạc bộ
Cập nhật đến ngày 23 tháng 2 năm 2018.
| Thành tích câu lạc bộ | Thành tích câu lạc bộ | Thành tích câu lạc bộ | Giải vô địch | Giải vô địch | Cúp                   | Cúp                   | Tổng cộng | Tổng cộng |
| Mùa giải              | Câu lạc bộ            | Giải vô địch          | Số trận      | Bàn thắng    | Số trận               | Bàn thắng             | Số trận   | Bàn thắng |
| Nhật Bản              | Nhật Bản              | Nhật Bản              | Giải vô địch | Giải vô địch | Cúp Hoàng đế Nhật Bản | Cúp Hoàng đế Nhật Bản | Tổng cộng | Tổng cộng |
| --------------------- | --------------------- | --------------------- | ------------ | ------------ | --------------------- | --------------------- | --------- | --------- |
| 2010                  | MIO Biwako Shiga      | JFL                   | 28           | 0            | 2                     | 0                     | 30        | 0         |
| 2011                  | MIO Biwako Shiga      | JFL                   | 29           | 2            | –                     | –                     | 29        | 2         |
| 2012                  | MIO Biwako Shiga      | JFL                   | 32           | 0            | –                     | –                     | 32        | 0         |
| 2013                  | Blaublitz Akita       | JFL                   | 6            | 0            | 0                     | 0                     | 6         | 0         |
| 2014                  | Blaublitz Akita       | J3 League             | 27           | 0            | 2                     | 0                     | 29        | 0         |
| 2015                  | Blaublitz Akita       | J3 League             | 31           | 0            | 2                     | 0                     | 33        | 0         |
| 2016                  | Blaublitz Akita       | J3 League             | 30           | 2            | 2                     | 0                     | 32        | 2         |
| 2017                  | Blaublitz Akita       | J3 League             | 29           | 0            | 1                     | 0                     | 30        | 0         |
| Tổng                  | Tổng                  | Tổng                  | 212          | 4            | 9                     | 0                     | 221       | 4         |